# Тарни
Тарни — река в Советском районе Ханты-Мансийского автономного округа. Устье реки находится в 128 км от устья реки Тапсуй по левому берегу. Длина реки составляет 30 км.

## Данные водного реестра
По данным государственного водного реестра России относится к Нижнеобскому бассейновому округу, водохозяйственный участок реки — Северная Сосьва, речной подбассейн реки — Северная Сосьва. Речной бассейн реки — (Нижняя) Обь от впадения Иртыша.
Код объекта в государственном водном реестре — 15020200112115300024345.